# Cronicile Heavy Metal
„Ultimul fragment dintr-o planetă odată vie. Corpul său s-a transformat în praf prin nebunia propriilor locuitori în timp ce capul său a fost blestemat să rătăcească fără țintă prin timp și spațiu, țipând de durere și tristețe. În legendă este cunoscută sub numele Metal Hurlant.”
Cronicile Heavy Metal (engleză: Metal Hurlant Chronicles) este un serial antologie științifico-fantastic belgiano-francez în limba engleză. Este bazat pe populara revistă de benzi desenate Métal hurlant, cunoscută în Statele Unite ca Heavy Metal și în Germania ca Schwermetall. Este format din două sezoane a șase episoade fiecare. Fiecare episod prezintă o poveste independentă care are loc pe o planetă diferită cu actori diferiți. Episoadele sunt unite între ele de un asteroid numit  "Métal Hurlant" care trece pe lângă locul desfășurării acțiunii. Scenariul este scris de Guillaume Lubrano și Justine Veillot, serialul este produs de compania acestora WE Productions. Filmările au avut loc la București, România.
Premiera serialului a avut loc la televiziunea franceză France 4 la 27 octombrie 2012. A fost transmis în numeroase țări europene ca Germania, Austria, Luxembourg unde a fost distribuit de Sony Pictures Television. În România este transmis de AXN.

## Episoade
Toate cele 12 episoade au fost regizate de Guillaume Lubrano.
| Sezon | Sezon | Episoade | Premiera          | Premiera         |
| Sezon | Sezon | Episoade | Primul episod     | Ultimul episod   |
| ----- | ----- | -------- | ----------------- | ---------------- |
|       | 1     | 6        | 27 octombrie 2012 | 3 noiembrie 2012 |
|       | 2     | 6        | 4 ianuarie 2014   | 12 mai 2014      |

### Sezonul 1
| Episodul # | Titlu                                                            | Scenariști                                        | Premiera          | Cod producție | Spectatori | Note |
| --- | ---------------------------------------------------------------- | ------------------------------------------------- | ----------------- | ------------- | ---------- | ---- |
| 1 | "Coroana Regelui" "La Couronne du Roi"                           | Guillaume Lubrano & Justine Veillot               | 27 octombrie 2012 | —             | 347,000    | 2.2% |
| Rolurile principale: Scott Adkins, Michael Jai White, Darren Shahlavi & Matt Mullins Bazat pe: "King's Crown" de Jim Alexander & Richard Corben din Métal Hurlant №142, și (Vol.2) No. 10, și (copertat) No. 2 De fiecare dată când regele unui regat tehno-medieval este pe moarte are loc un turnir pentru desemnarea urmașului acestuia. Dar procedura de înscăunare a noului rege este una total specială. |                                                                  |                                                   |                   |               |            |      |
| 2 | "Shelter Me" "Protège-Moi"                                       | Guillaume Lubrano, Justine Veillot & Dan Wickline | 27 octombrie 2012 | —             | 250,000    | 1.9% |
| Rolurile principale: James Marsters & Michelle Ryan Bazat pe: "Shelter Me" de Dan Wickline & Mark Vigouroux din Métal Hurlant №142, și (Vol.2) No. 9, și (copertat) No. 1 Jennifer este o tânără care se trezește într-un buncăr subteran construit de vecinul ei cel ciudat, Brad Davis. Acesta îi spune că a salvat-o fără să știe dintr-un cataclism apocaliptic... Îi spune acesta adevărul? |                                                                  |                                                   |                   |               |            |      |
| 3 | "Red Light / Cold Hard Facts" "Lumière Rouge / Réalité Glaçante" | Guillaume Lubrano & Justine Veillot               | 27 octombrie 2012 | 101           | 250,000    | 2.2% |
| Rolurile principale: Guy Amram, David Belle, Jean-Yves Berteloot, Cyrille Diabaté, Patrice Delmont & Jean-Michel Martial Bazat pe: "Red Light" de Geoff Johns & Christian Gossett și "Cold Hard Facts" de R.A. Jones & Matt Cossin din Métal Hurlant №141, și (Vol.2) No. 2 ("Red Light"), și (Vol.2) No. 8 ("Cold Hard Facts"), și (copertat) No. 1 (ambele) Episod format din două povestiri diferite. Un om caută să scape din celula sa în care totul este luminat în roșu; un bătrân domn din trecut trebuie să se confrunte cu viitorul său. |                                                                  |                                                   |                   |               |            |      |
| 4 | "Three on a Match" "Oxygène"                                     | Guillaume Lubrano & Justine Veillot               | 3 noiembrie 2012  | —             | N/A        | N/A  |
| Rolurile principale: Craig Fairbrass, Dominique Pinon, Eriq Ebouaney, Nathan Rippy & Andy Chase Bazat pe: "3 on a Match" by R.A. Jones & Ryan Sook din Métal Hurlant №139, și (copertat) No. 1 Trei oameni aflați într-o capsulă spațială se luptă între ei pentru supraviețuire din cauza lipsei de oxigen. Dar obiectul care i-a lovit și care a dus la pierderea oxigenului este un rezervor de ... oxigen. |                                                                  |                                                   |                   |               |            |      |
| 5 | "Master of Destiny" "Les Maîtres du Destin"                      | Guillaume Lubrano & Justine Veillot               | 3 noiembrie 2012  | —             | N/A        | N/A  |
| Rolurile principale: Joe Flanigan, Kelly Brook & Charlie Dupont Bazat pe: "Les Maîtres du Destin" de Alejandro Jodorowsky & Adi Granov din Métal Hurlant №143, și (Vol.2) No. 10 (as "Masters of Destiny") Hondo este un erou pământean care călătorește spre planeta-calculator Galthar unde locuitorii acesteia îi pot spune exact data morții sale. |                                                                  |                                                   |                   |               |            |      |
| 6 | "Pledge of Anya" "Le Serment d'Anya"                             | Guillaume Lubrano & Justine Veillot               | 3 noiembrie 2012  | —             | N/A        | N/A  |
| Rolurile principale: Rutger Hauer, Grégory Basso, Puiu Mitea, Ion Bechet & Gabriel Velicu Bazat pe: "Le Serment d’Anya" de Julien Blondel & Jérôme Opena din Métal Hurlant №146. Marele preot Kern (dintr-un univers paralel) își trimite luptătorul (Joshua) pe Pământ pentru a distruge ultimul dragon, doar pentru ca Joshua să eșueze. |                                                                  |                                                   |                   |               |            |      |

### Sezonul 2
| Episodul # | Titlu                                       | Scenariști                          | Premiera        | Cod producție | Spectatori | Note |
| --- | ------------------------------------------- | ----------------------------------- | --------------- | ------------- | ---------- | ---- |
| 1 | "Whiskey in the Jar" "Whisky"               | Guillaume Lubrano & Justine Veillot | 21 aprilie 2014 | —             | N/A        | N/A  |
| Rolurile principale: Michael Biehn, James Marsters, Dan Cade & Florin Stancu Bazat pe: "Whisky in the Jar" de Jim Alexander & Gérald Parel from Metal Hurlant (Vol.2) No. 14, și (copertat) No. 2 În această povestire western științifico-fantastică medicul nepriceput al unui orășel de frontieră observă trecerea pe cer a asteroidului Metal Hurlant și după aceea mâinile sale devin aproape magice în tratarea pacienților împușcați.                                        |                                             |                                     |                 |               |            |      |
| 2 | "Endomorful" "L'Endomorphe"                 | —                                   | 19 aprilie 2014 | —             | N/A        | N/A  |
| Rolurile principale: Michelle Lee, Silvio Simac, Michael Jai White & Darren Shahlavi Bazat pe: "Endomorphe" de Stéphane Levallois from Metal Hurlant (Vol.2) No. 14, și (copertat) No. 1 Acțiunea are lor într-o fostă colonie minieră devastată de luptele dintre umanitate și mecamorfi (androizi-minieri care s-au răzvrătit după trecerea asteroidului Métal Hurlant). Un băiat și iepurele său sunt escortați într-o misiune de a activa un Golem care va distruge mecamorfii. |                                             |                                     |                 |               |            |      |
| 3 | "Loialul Khondor" "Le Dernier Khondor"      | Guillaume Lubrano                   | 5 mai 2014      | —             | N/A        | N/A  |
| Rolurile principale: Karl E. Landler, Marem Hassler, Scott Adkins, John Rhys-Davies, Marc Duret & Kamel Laadaili Bazat pe: "The Loyal Khondor" de Alejandro Jodorowsky, Pascal Alixe, și Dan Brown from Metal Hurlant (Vol.2) No. 4. Khondor este ultimul reprezentant al rasei sale. Acesta pleacă prin galaxie într-o misiune de căutare a unui leac care s-o vindece pe prințesa Alaria de o boală mortală, doar pentru a afla că sângele său este singurul leac.                |                                             |                                     |                 |               |            |      |
| 4 | "A doua șansă" "Seconde chance"             | Guillaume Lubrano                   | 28 aprilie 2014 | —             | N/A        | N/A  |
| Rolurile principale: Scott Adkins & Karl E. Landler Bazat pe: "Second Chances" de James MacDonald, Jorge Pereira Lucas, și Dan Brown from Metal Hurlant (Vol.2) No. 5, și (copertat) No. 1. Joe și Ivy fug cu un cargou spațial de mafiotul Xero căruia Joe îi datorează bani. Cei doi intră printr-un portal în căutarea unei comori doar pentru a se prăbuși într-o gaură neagră. Se trezesc pe o planetă care seamănă cu începuturile biblice ale Pământului.                    |                                             |                                     |                 |               |            |      |
| 5 | "Al doilea fiu" "Le Second fils"            | —                                   | 5 mai 2014      | —             | N/A        | N/A  |
| Rolurile principale: Karl E. Landler, Frédérique Bel & Dominique Pinon Bazat pe: "The Second Son" de Brian Robertson & Fred Beltran from Metal Hurlant (Vol.2) No. 13, și (copertat) No. 1 Doi prinți se luptă între ei pentru succesiunea tronului pe domeniile unui castel vrăjit unde nimeni nu poate să moară. |                                             |                                     |                 |               |            |      |
| 6 | "Înapoi la Realitate" "Retour à la réalité" | Guillaume Lubrano                   | 12 mai 2014     | —             | N/A        | N/A  |
| Rolurile principale: Jimmy Jean-Louis, Dominique Pinon, Lygie Duvivier, Guy Amram, Grégory Basso & Aurore Tomé Bazat pe: "Reality Check" de Jim MacDonald & Francis Tsai din Métal Hurlant (copertat) No. 1 Norman îi duce pe clienții săi în diferite scenarii de realitate virtuală (unele interacționând cu povestiri din alte episoade ale serialului). Dar viața lui Norman este reală sau trăiește într-un alt scenariu simulat?                                              |                                             |                                     |                 |               |            |      |

## Lansare pentru acasă
Scream Factory a lansat serialul la 14 aprilie 2015 pe Blu-ray și DVD.